# 情無用のジャンゴ
『情無用のジャンゴ』（なさけむようのジャンゴ 原題：Se sei vivo spara/Django Kill/Django Kill!... If You Live, Shoot!）は、1967年制作のマカロニ・ウェスタン。
激しい銃撃戦と残酷描写で、 “マカロニ・ウェスタンのシュールレアリズム” と絶賛された作品。なお、主人公の名前は『続・荒野の用心棒』でフランコ・ネロが演じたのと同じ「ジャンゴ」だが、全く関連性はない。

## あらすじ
ジャンゴは北軍の金塊を輸送する列車を仲間たちと共に襲撃、強奪に成功するが、直後に仲間の裏切りに遭い、瀕死の重傷を負わされる。
辛うじて一命を取り留めたジャンゴは必死になってつかんだ一塊の金塊を弾丸に鋳造し、仲間を追った。その頃、仲間たちはメキシコとの国境に近いある町にたどり着いていたが、金に目が眩んだ町の住民たちにことごとく惨殺されてしまう。
唯一生き残ったボスも重傷を負うが、同じく盗賊一味を率いるソロという男に助けられる。ソロはボスの体から摘出した弾丸で金塊の存在を知り、そのありかを必死になって探す。
やがて、その町にたどり着いたジャンゴとソロ一味、金塊を隠し持つ町の男テンプラーとハガーマンとの間で、壮絶な闘いが展開される。

## キャスト
| 役名       | 俳優                     | 日本語吹替 |
| ---------- | ------------------------ | ---------- |
| ジャンゴ   | トーマス・ミリアン       | 森川公也   |
| ソロ       | ロベルト・カマルディエル | 雨森雅司   |
| テンプラー | ミロ・ケサダ             | 小林清志   |
| オークス   | ピエロ・ルリ             | 飯塚昭三   |
| ハガーマン | フランシスコ・サンズ     | 寺島幹夫   |
| エヴァン   | レイ・ラブロック         |            |

- 日本語吹替：初回放送1977年8月3日 TBS『夏休み映画劇場』